# Mit Helbred
Mit Helbred er et dansk helsetidsskrift, som blev grundlagt af Ole Vesterggard. Det første nummer udkom februar 1991.

## Grundlæggeren og redaktøren
Ole Vestergaard er uddannet biolog, men valgte efter endt uddannelse at lade sig ansætte som lægebesøger i det danske medicinalfirma Dumex. Hans ansættelse i medicinalindustrien kom ud over at være lægebesøger til at omfatte arbejdet som produktspecialist og international produktchef. Da han i 1991 selv sagde sit job op som international produktchef i Gea for at starte tidsskriftet Mit Helbred, havde han intet kendskab til alternativ medicin (eller komplementær medicin) eller til bladdrift. Han mente imidlertid, at der var behov for et tidsskrift, der går på tværs af faggrænser og er uvildigt og uafhængigt og giver plads for det alternative. Et forum hvor forskellige typer alternative behandlere kan blive inspireret af hinanden og af mere etablerede behandlere som for eksempel læger, der også kan bidrage til bladet og her har mulighed for at læse om andre metoder.

## Bladets ide og skribenter
Bladet/tidsskriftets idé er fortsat at åbne for de alternative/komplementære behandleres erfaringer i et kvalificeret forum, hvor andre faggrupper i sundhedssektoren samtidig kan komme til orde. Ud over redaktøren, Ole Vestergaards egne artikler og redaktionelle indlæg kendetegnes bladet gennem årene af en bred vifte af såvel kendte som mindre kendte skribenter fra både det alternative/komplementære område og fra de etablerede behandlingsformer, men med den fyldigste repræsentation fra det alternative/komplementære område.

## Skribenter gennem årene
Blandt bladets skribenter kan nævnes:
- Ole Vestergaard
- Claus Hancke
- Doris Damsgaard
- Petra Vestergaard Pedersen
- Annie Nielsen
- Hugo Hørlych Karlsen
- Maria Damhus
- Eva Lydeking

## Målgruppe
Mit Helbred henvender sig både til almindelige, grønne sundhedsbrugere og helhedsorienterede sundhedsfagfolk. Blandt fagfolk går tidsskriftet/magasinet på tværs af faggrænser.

## Eksterne links
- Mit Helbreds hjemmeside
- Naturlægemiddelkataloget Arkiveret 6. august 2020 hos  Wayback Machine